# دورثي ارزنر
دوروثي أرزنر (بالإنجليزية: Arzner Dorothy)  (ولدت ب 3 يناير 1897 -1 أكتوبر 1979) كانت مخرجة أفلام أمريكية أخرجت أفلامًا من أواخر العشرينات إلى أوائل الأربعينيات. في تلك السنوات كانت واحدة من النساء الوحيدات في هذا المجال.

## سيرة ذاتية
ولدت دوروثي في سان فرانسيسكو بكاليفورنيا ونشأت في لوس أنجلوس، حيث كان والدها يدير مطعمًا يتردد عليه العديد من مشاهير هوليوود. في عام 1915، بعد تخرجها من المدرسة الثانوية، التحقت دوروثي بكلية الطب بجامعة جنوب كاليفورنيا، لكنها انسحبت عن التعليم في عام 1917 لتعمل كسائقة سيارة إسعاف في الحرب العالمية الأولى.
عندما عادت إلى الولايات المتحدة، بدأت دوروثي العمل في مكتب صحفي، وقررت لاحقًا أن تبدأ حياتها المهنية كمخرجة أفلام بعد مقابلة المخرج ويليام دي ميل (شقيق سيسيل بي دي ميل). بمساعدة ويليام، حصلت على وظيفة كاتبة في باراماونت، وسرعان ما بدأت العمل ككاتبة سيناريو، وفي غضون ستة أشهر فقط تمت ترقيتها إلى محررة. أول فيلم صنعته كان Blood and Sand من عام 1922 وبطولة رودولف فالنتينو. نالت الكثير من المدح على جودة عملها، وأعجب المخرج جيمس كروز بتقنيتها ووظفها كاتبة سيناريو ومحررة لبعض أفلامه.
بعد العمل على أكثر من 50 فيلمًا في باراماونت، هددت دوروثي بالانتقال إلى شركة كولومبيا للأفلام إذا لم تحصل على وظائف في الإخراج. في عام 1927، وافقت شركة باراماونت على طلبها وأخرجت الفيلم الناجح للغاية "Fashions for Women". في عام 1929 أخرجت فيلم "The Wild Party" بطولة كلارا باو. ولكي تستطيع كلارا بالتحرك بحرية في المجموعة، قامت دورثي ارزنر بتوصيل ميكروفون بصنارة صيد وبالتالي إنشاء أول اختراع في مجال الإنتاج. تعد أفلام دوروثي على مدى السنوات الثلاث المقبلة مثالًا مهمًا لسينما هوليوود التي سبقت هايز كود. تضمنت أفلامها العديد من الشخصيات النسائية القوية الحازمة والمستقلة.
في عام 1932، تركت دوروثي شركة باراماونت وبدأت العمل كمديرة مستقلة في عدد من الاستوديوهات. كانت الأفلام التي أخرجتها خلال هذه السنوات هي الأكثر شهرة في أفلامها، وكانت بداية مسيرة السينما للعديد من الممثلات، بما في ذلك روزاليند راسل، سيلفيا سيدني، كاثرين هيبورن ولوسيل بول. في عام 1936 كانت دوروثي أول امرأة تنضم إلى اتحاد المخرجين الأمريكيين.

## نهاية مهنتها
في عام 1943، اخرجت دوروثي اخر افلامها، First Comes Courage. في السنوات التي تلت ذلك، واصلت العمل في إخراج الإعلانات التلفزيونية وإنتاج المسرحيات. في الستينيات والسبعينيات من القرن الماضي، عملت كمحاضرة في قسم السينما في جامعة كاليفورنيا، لوس أنجلوس، حتى وفاتها في عام 1979.
دوروثي، التي كانت مثلية، أقامت العديد من العلاقات مع ممثلات الأفلام، لكنها عاشت على مدى الأربعين عامًا الماضية من حياتها مع شريكتها في تصميم الرقصات ماريون مورغان. توفيت دوروثي عن عمر يناهز 82 عامًا في لاكوينتا بولاية كاليفورنيا.